# دیما
دیما شهری در شهرستان سامی در استان بانوا در بورکینافاسوی غربی است و جمعیت آن ۴۸۹ نفر است.